# البسباس (ولاية الطارف)
البسباس بلدية تابعة إقليميا لدائرة البسباس ولاية الطارف الجزائرية.